# Гіперборея

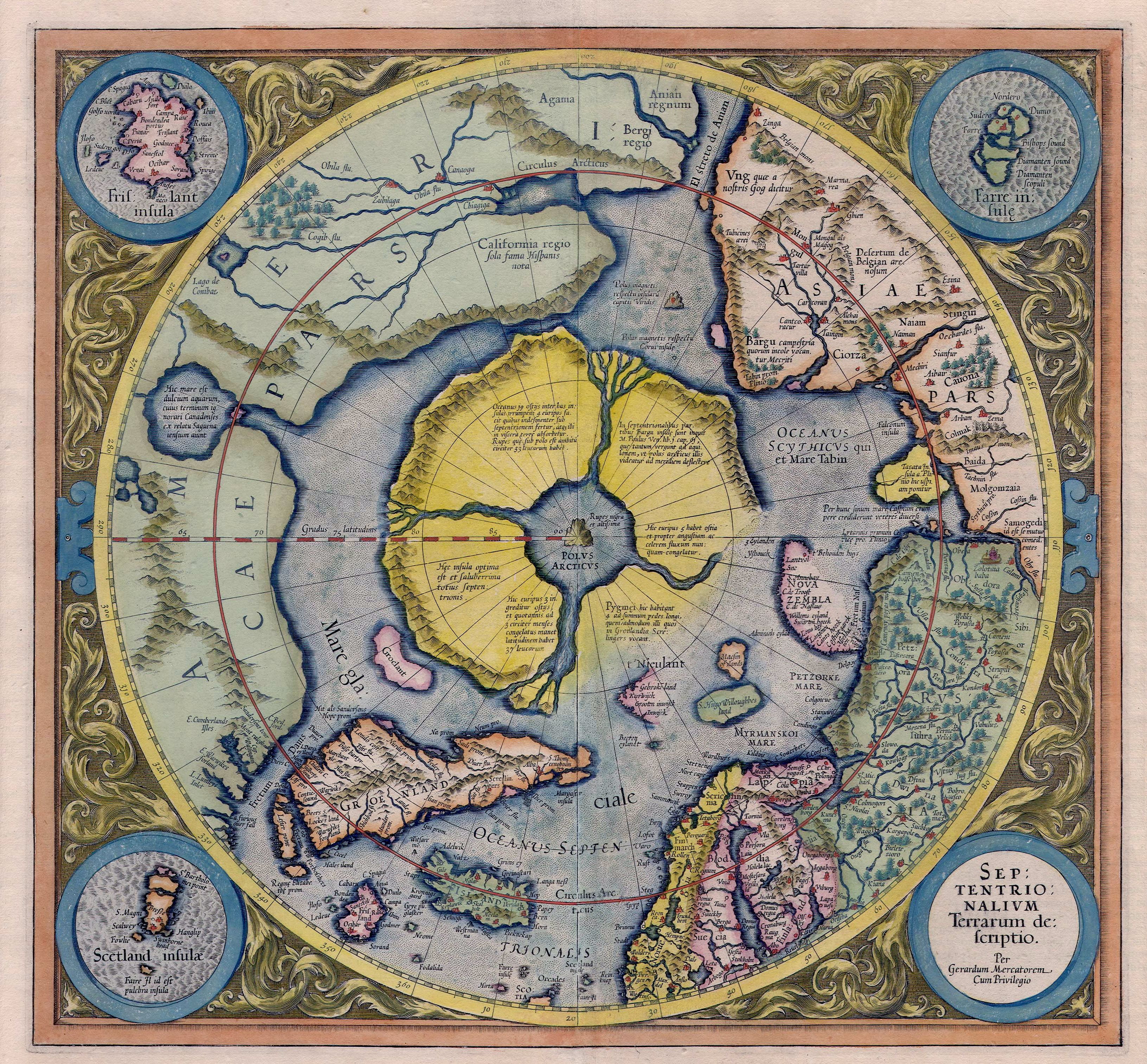
Арктичний континент на карті Герарда Меркатора 1595 року

Гіперборе́я (дав.-гр. Ὑπερβορεία — «за Бореєм», «за північним вітром») — фантомний острів у давньогрецькій міфології. Північна країна, місце проживання блаженного народу гіпербореїв. Багато античних авторів розглядали її як реальну країну, розташовану на північ від Греції.
Гіперборея отримала численні відображення в паранауці, містиці та фантастиці як доісторична країна, населена розвиненою цивілізацією.

## Гіперборея в міфах
Гіперборея розташовувалася десь на півночі, за володіннями бога північного вітру Борея. Жителі Гіпербореї, що називаються гіпербореями чи гіперборейцями, разом із ефіопами, феаками й лотофагами, належать до народів, особливо близьких до богів. Вони служать богу Аполлону, постійно присвячують йому гімни, а сам він з'являється в них кожні 19 років. Їм приписувалася надзвичайна удача та обдарованість у різних мистецтвах. Цей народ найраніше з усіх підносив богам у жертву перший врожай. Гіпербореї могли жити скільки завгодно, помирали вони лише тоді, коли спробують усі задоволення, і після цього самі кидалися в море. На свій вибір, вони могли народитися заново.
За Ференіком, гіпербореї виросли з крові стародавніх титанів. Фанодем стверджував, що народ отримав назву від афінянина, котрого звали Гіперборей. Філостефан писав, що цей Гіперборей був фессалійцем або пеласгом, сином Форонея та Перімели, дочки бога вітру Еола. На думку Мнасея Патрського, гіпербореї були відомі за його часів як народ дельфів.
З Гіпербореї герой Геракл приніс священну гілку оливи, котрою нагородив свого брата Пеона за перемогу в змаганнях з бігу, що передували Олімпійським іграм. Богиня Ілітія прийшла в Делос із Гіпербореї. В міфі про богиню Лето згадується, що її шлях із цієї країни в Делос у подобі вовчиці зайняв 12 діб. Мудреці Абаріс та Арістей, які навчали греків, вважалися вихідцями з Гіпербореї.

## Трактування образу
Багато як античних, так і сучасних авторів, вбачали у Гіпербореї реальну країну, відому стародавнім грекам. Нею вважали провінції Греції, прилеглі території, володіння галлів або кельтів, Скіфію, Британію, Скандинавію.
Американський письменник Аврам Девідсон у 2006 році запропонував, що уявлення про Гіперборею виникли через доставку у Грецію з півночі бурштину. Знаходячи застиглих в бурштині комах, стародавні греки не могли пояснити їх появу інакше, як існуванням на півночі теплої країни.

## Пошуки Гіпербореї

### Античні автори
Гомер вважав місцем життя бога Борея Фракію, з чого слідує, що Гіперборея розташована на північ від неї, в Дакії (на території сучасної Румунії). Софокл, Есхіл, Сімонід і Каллімах же стверджували, що Гіперборея знаходиться у самій Фракії. Гекатей Мілетський поміщав її за Рифейськими горами, що примикають на сході до Чорного моря. Піндар натомість вважав, що ці гори та Гіперборея розташовані біля Дунаю. Геракліт Понтійський та Антімах дотримувалися думки, що гіпербореї — це кельтські племена, а Рифейські гори — це Альпи. Арістотель поміщав ці гори на кордоні зі Скіфією.
Пліній Старший вказував розташуванням Гіпербореї територію на північ від Рифейських гір. Він описував гіпербореїв як реальний, проте прикрашений у міфах і легендах народ. Пліній вважав Гіперборею країною з благодатним кліматом, без шкідливих вітрів. Сонце там світить пів року, а решту часу панує ніч. На картах, виконаних за описами Страбона, Гіперборея зображається у вигляді півострова біля сучасної Франції. Плутарх визначав як гіпербореїв галлів. Гієрокл стверджував нібито гіпербореї — це скіфи, а Рифейські гори — Уральські гори. Такої ж думки дотримувався Климент Александрійський.
Гекатей Абдерський визначив як Гіперборею Британію, описавши її родючою теплою країною. Псевдо-Скімн поміщав володіння Борея на північному краю галлських територій. Там нібито встановлено колону з іменем Борея. В такому разі Гіпербореєю була Британія. Птолемей і Марсіан Гераклейський описували Гіперборею як острів у Північному морі, котре називали Гіперборейським океаном.

### Новий час і сучасність
Ірландський філософ Джон Толанд вважав Гіпербореєю острів Льюїс, де стоять мегаліти — Калланіські камені. Прихильники шведського готизму вбачали у Гіпербореї Скандинавію з огляду на її північне розташування і полярний день. Саму європейську культуру вони називали гіперборейською. «Гіперборейсько-римське товариство» Теодора Панофки, Отто Магнуса фон Штакельберга, Августа Кестнера та Едуарда Герхарда, що займалося археологією та мистецтвознавством, дотримувалося цієї ж позиції.
Сходознавець Бал Тілак у 1903 році висунув гіпотезу, що індоєвропейські народи походять з півночі Азії. Подібні думки у 1886 висловлював філолог і антрополог Карл Пенка. Позицію Тілака підтримував Джон Беннет, який у 1963 році опублікував дослідження, де описував Гіперборею як місце походження індоєвропейських народів, що й відображено у грецьких уявленнях як благодатна країна. На його думку, ця територія перебувала між сучасними річками Об і Єнісей, і була ізольована до терміну близько 10 тис. років до н. е. під час останнього льодовикового періоду.
Карл Рак у 1986 році описував місцем розташування Гіпербореї Сіньцзян у Китаї, а Рифейськими горами визначав Алтайські.

## Гіперборея в паранауці

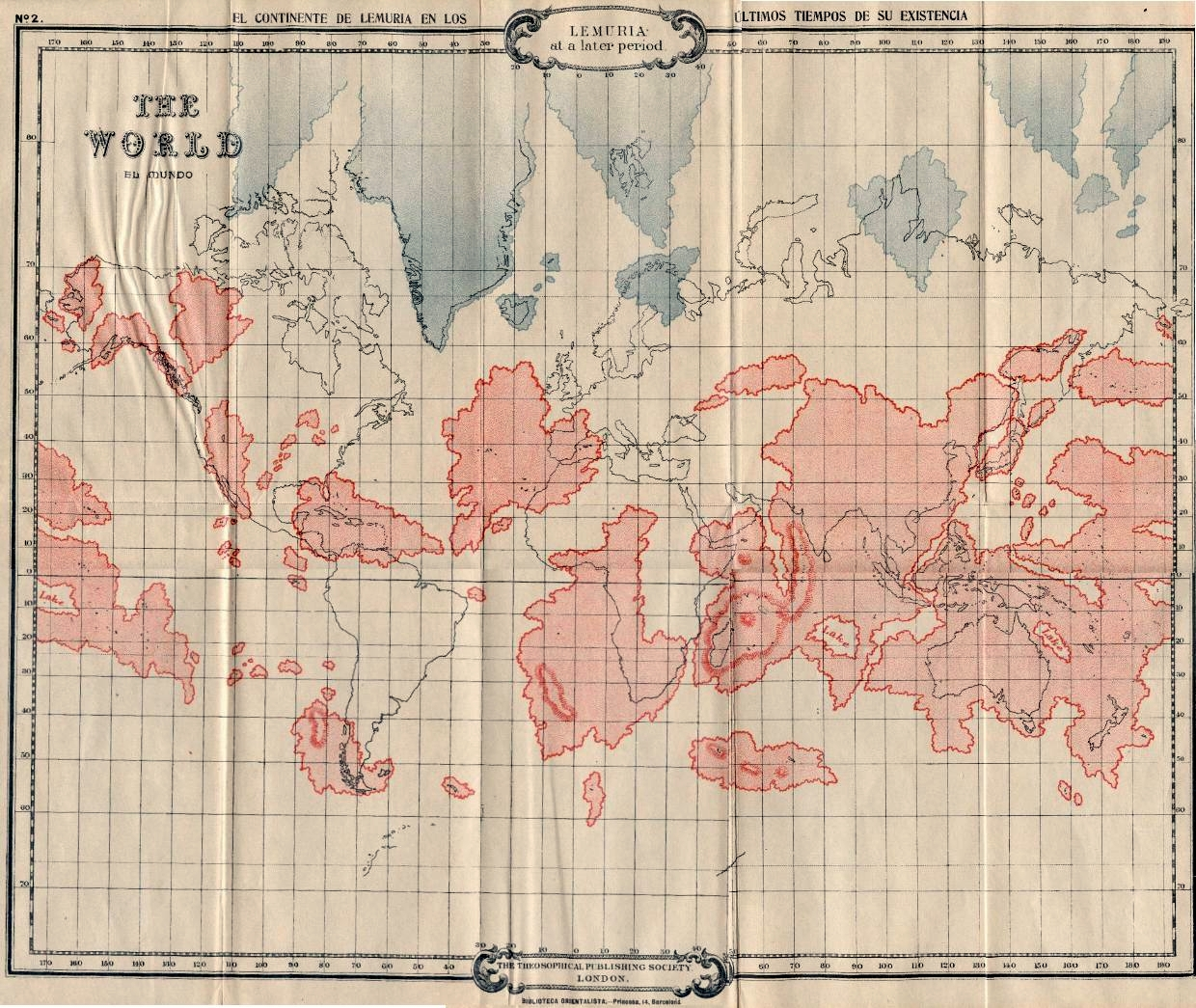
Гіперборея (сіра) на карті Вільяма Скотта-Еліота

Гіперборея отримала багато відображень в літературі паранаукового чи окультного спрямування. За поширеним уявленням, Гіперборея була затонулим материком або островом у Північному Льодовитому океані. Часом Гіперборея ототожнюється з Атлантидою. Її розташуванням у такому разі вказується земля Доггерленд, затоплена після завершення останнього зледеніння. З гіперборейськими храмами ототожнюються мегаліти, такі як Стоунхендж.
Олена Блаватська, Рене Генон та Юліус Евола стверджували, що людство зародилося в Гіпербореї, а в міру просування на південь деградувало. Блаватська ототожнювала гепербореїв з циклопами, єдине око яких вважала проявом містичного бачення. Гіпербореї у викладі Артура Пауелла історично були другою расою, мали жовту шкіру, розмножувалися брунькуванням.
Нацистський окультизм ототожнював гіпербореїв з первинною арійською расою. Фальшивий фризький текст «Хроніки Ура Лінда» був популярний серед нацистів, оскільки описував цивілізацію, котра нібито існувала на півночі. Мігель Серрано називав німецьких нацистів послідовниками нематеріальних гіперборейців, які прибули з інших світів та боролися зі злим Деміургом і створеними ним євреями.
Є також версія, висвітлена Ігорем Каганцем, що визначає розташування Гіпербореї на території сучасної України, з огляду на праці античних авторів, які вказували на Скіфію. Первісна назва країни тут зводиться до Борія — Земля Вепра. Розташовувалася вона, як стверджується, на нинішньому мілководді між Румунією та Кримом, а також в Азовському морі. Після її затоплення переселенці осіли в місцевості, котру назвали Верхня Борія — Гіперборея. Версія Олександра Ковалевського стверджує, що Гіперборея, розташована в Північному льодовитому океані, була батьківщиною високорозвиненого ментально народу, предка арійських племен.

## Гіперборея в фантастиці

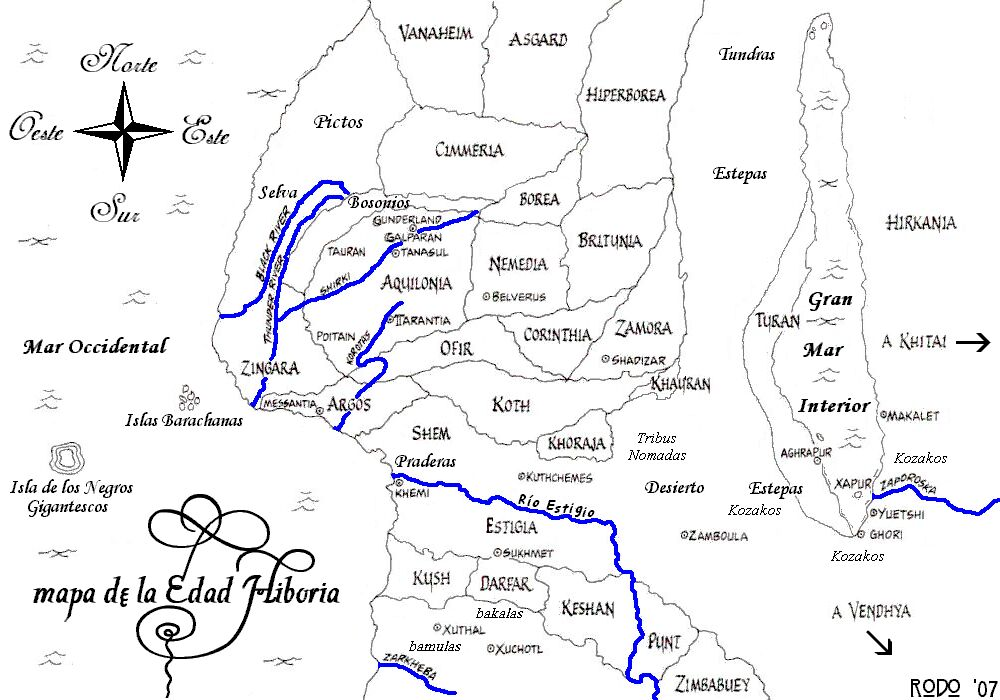
Світ Гіборійської епохи

У цій країні відбуваються події оповідань Гіперборейського циклу Кларка Ештона Сміта. Цикл описує доісторичну Гренландію, що до льодовикового періоду була покрита джунглями. Континент населяють останні з динозаврів, місцеві розумні мавпи та люди, прибулі з півдня. Цикл перейняв низку ідей Говарда Лавкрафта в описах істот і божеств Гіпербореї. Від Гіпербореї отримала назву вигадана Робертом Говардом Гіборійська ера, в яку відбуваються події багатьох його творів і творів послідовників — Лайона Спрег де Кемпа та Роя Томаса. Гіперборея тут — це землі на місці сучасних Західної Росії, Фінляндії та Балтики, населені войовничими племенами.
До Гіпербореї здійснюють подорож герої фільму «Синдбад і око тигра».